# Opéra de Nuit
Opéra de Nuit was een Franse coldwavegroep. De groep werd opgericht in 1982 in Valréas en speelde in verschillende Franse steden. De groep bracht zijn platen deels in eigen beheer uit. Er kwamen drie platen uit: de 12 inches Amour Noir (1984) en Sourire de l'ombre (1986). In 1988 kwam het album Opéra de Nuit uit. Kort daarna ging de groep uit elkaar. In 2005 verscheen het nummer Ami! Amant! op het verzamelalbum Transmission 81-89 The French Cold Wave.